# Miedo y asco en Valencia
Miedo y asco en Valencia es la primera maqueta del grupo de rap valenciano Los Chikos del Maíz. Fue publicada en el año 2005.

## Lista de canciones
1. "Intro" (3:40)
2. "Estilo Faluya" (6:04)
3. "El Gobierno lo niega (Rojos)" (4:20)
4. "Trabajador@s" (6:08)
5. "Sonata ultravioleta" (3:08)
6. "Sultanes del Funk (con Inar)" (4:54)

- Datos: Q6013655